# Chibaniense
| Era Eratema | Periodo Sistema | Época Serie | Subépoca Subserie   | Edad Piso                                  | Inicio, en millones de años |
| ----------- | --------------- | ----------- | ------------------- | ------------------------------------------ | --------------------------- |
| Cenozoico   | Cuaternario     | Holoceno    | Tardío / Superior   | Megalayense Megalayiano                    | 0,0042                      |
| Cenozoico   | Cuaternario     | Holoceno    | Medio               | Norgripiense Norgripiano                   | 0,0082                      |
| Cenozoico   | Cuaternario     | Holoceno    | Temprano / Inferior | Groenlandiense Groenlandiano               | 0,0117                      |
| Cenozoico   | Cuaternario     | Pleistoceno | Tardío / Superior   | Superior / Tardío (Tarantiense Tarantiano) | 0,129                       |
| Cenozoico   | Cuaternario     | Pleistoceno | Medio               | Chibaniense Chibaniano                     | 0,774                       |
| Cenozoico   | Cuaternario     | Pleistoceno | Temprano / Inferior | Calabriense Calabriano                     | 1,80                        |
| Cenozoico   | Cuaternario     | Pleistoceno | Temprano / Inferior | Gelasiense Gelasiano                       | 2,58                        |
| Cenozoico   | Neógeno         | Neógeno     | Neógeno             | Neógeno                                    | 23,03                       |
| Cenozoico   | Paleógeno       | Paleógeno   | Paleógeno           | Paleógeno                                  | 66                          |

El Chibaniense o Chibaniano es el tercer piso y edad del Pleistoceno en la escala temporal geológica. Sucede al Calabriense y precede al Tarantiense. Se inició hace unos 774 000 años y finalizó hace unos 129 000 años. Es equivalente a la subserie/subépoca Pleistoceno Medio.

## Sección estratotipo y punto de límite global (GSSP)

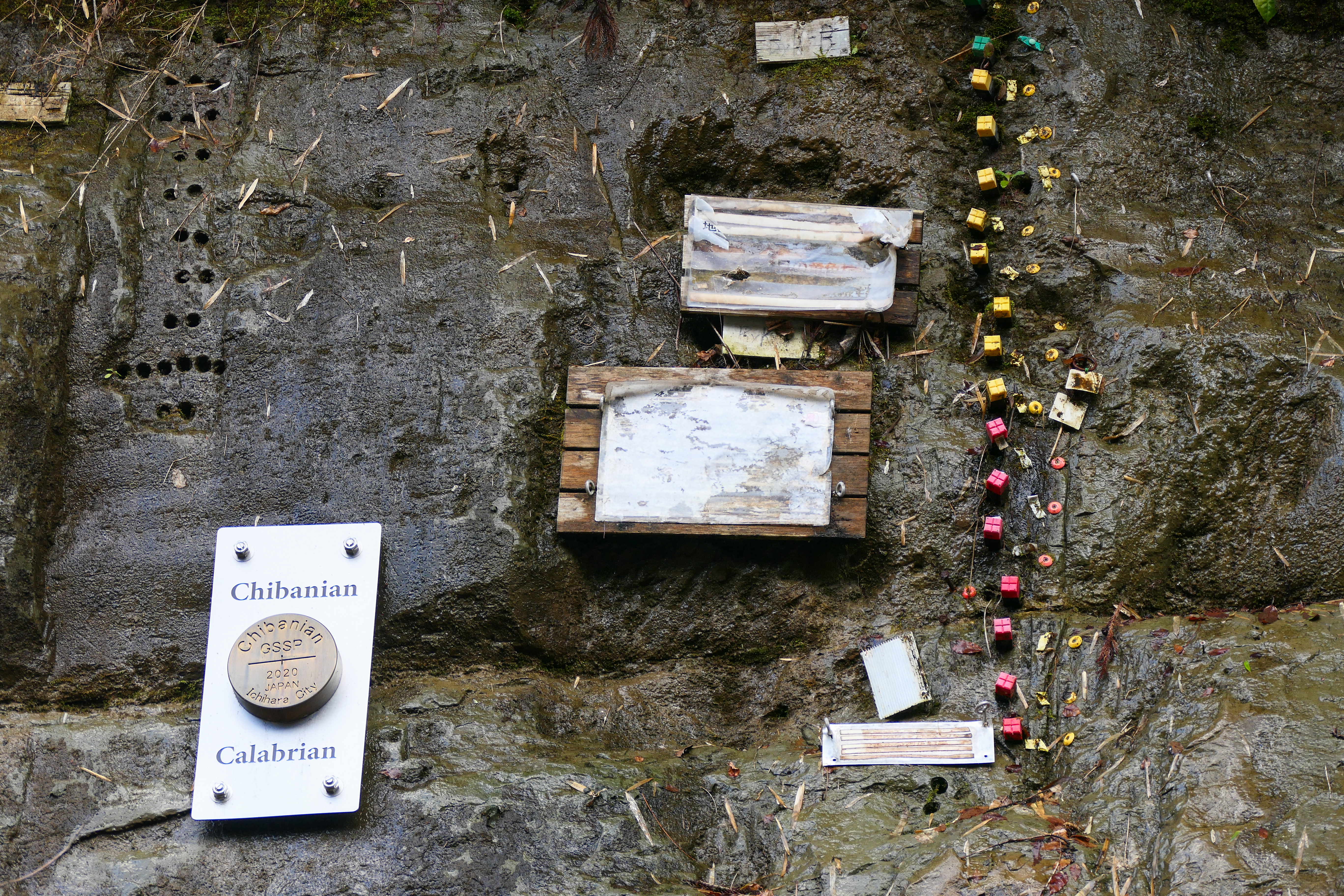
GSSP del Chibaniense. Se encuentra en el río Yoro, en la ciudad de Ichihara (prefectura de Chiba, Japón). A la izquierda está el «clavo dorado» (golden spike) que marca el punto exacto de la base del piso. Las marcas de colores de la derecha indican inversiones del campo magnético terrestre.

La sección estratotipo y punto de límite global (GSSP) de la base de la unidad está situada en la «sección Chiba» en el municipio de Ichihara, de la prefectura de Chiba (Japón), de donde procede su nombre, a unos 55 km al sureste de Tokio. Este límite inferior se encuentra muy próximo a la inversión magnética de Brunhes-Matuyama, la última inversión magnética, ocurrida hace 773 000 años, y posee abundantes microfósiles marinos que permiten las correlaciones con otras secciones. El GSSP, el nombre de Chibaniense y la subserie (Pleistoceno Medio) fueron ratificados por la Unión Internacional de Ciencias Geológicas en 2020.
En 2024 se definió una sección auxiliar (SABS, por standard auxiliary boundary stratotype): la «sección Ideale» en el municipio de Montalbano Jonico (Basilicata, Italia), que con un detallado registro isotópico y micropaleontológico amplía las posibilidades de correlación al área mediterránea.
Con anterioridad a la selección de la sección china, el piso recibió también el nombre provisional de Ioniense, basado en la propuesta previa de una sección estratigráfica italiana que no llegó a formalizarse.
La subserie fue ratificada por la Unión Internacional de Ciencias Geológicas el 17 de enero de 2020, formalizándose así el término Pleistoceno Medio.